# Esparídeos

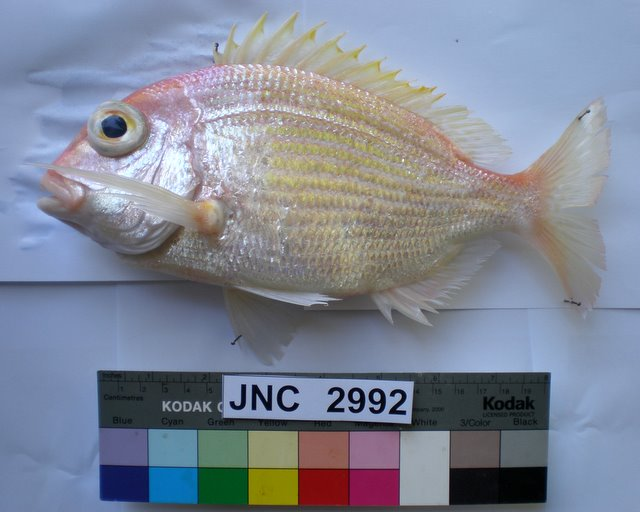
Dentex fourmanoiri.

Sparidae (esparídeos) é uma família de peixes da subordem Corpeidei, superfamília Corpeidea.
A ela pertencem espécies como a dourada ou o sargo.

## Espécies
A família contém 125 espécies e 37 géneros:
- Género Acanthopagrus
  - Acanthopagrus akazakii Iwatsuki, Kimura & Yoshino, 2006
  - Acanthopagrus australis (Gunther, 1859)
  - Acanthopagrus berda (Forsskål, 1775)
  - Acanthopagrus bifasciatus (Forsskål, 1775)
  - Acanthopagrus butcheri (Munro, 1949)
  - Acanthopagrus latus (Houttuyn, 1782)
  - Acanthopagrus palmaris (Whitley, 1935)
  - Acanthopagrus schlegelii czerskii (Berg, 1914)
  - Acanthopagrus schlegelii schlegelii (Bleeker, 1854)
  - Acanthopagrus sivicolus (Akazaki, 1962)
  - Acanthopagrus taiwanensis (Iwatsuki & Carpenter, 2006)
- Género Allotaius
  - Allotaius spariformis  (Ogilby, 1910)
- Género Archosargus
  - Archosargus pourtalesii (Steindachner, 1881)
  - Archosargus probatocephalus (Walbaum, 1792)
  - Archosargus rhomboidalis (Linnaeus, 1758)
- Género Argyrops
  - Argyrops bleekeri (Oshima, 1927)
  - Argyrops filamentosus (Valenciennes, 1830)
  - Argyrops megalommatus (Klunzinger, 1870)
  - Argyrops spinifer (Forsskål, 1775)
- Género Argyrozona
  - Argyrozona argyrozona (Valenciennes, 1830)
- Género Boops
  - Boops boops (Linnaeus, 1758)
  - Boops lineatus (Boulenger, 1892)
- Género Boopsoidea
  - Boopsoidea inornata (Castelnau, 1861)
- Género Calamus

- Género Cheimerius
  - Cheimerius matsubarai (Akazaki, 1962)
  - Cheimerius nufar (Valenciennes, 1830)
- Género Chrysoblephus
  - Chrysoblephus anglicus (Gilchrist & Thompson, 1908)
  - Chrysoblephus cristiceps (Valenciennes, 1830)
  - Chrysoblephus gibbiceps (Valenciennes, 1830)
  - Chrysoblephus laticeps (Valenciennes, 1830)
  - Chrysoblephus lophus (Fowler, 1925)
  - Chrysoblephus puniceus (Gilchrist & Thompson, 1908)
- Género Chrysophrys
  - Chrysophrys auratus (Forster, 1801)
- Género Crenidens
  - Crenidens crenidens (Forsskål, 1775)
- Género Cymatoceps
  - Cymatoceps nasutus (Castelnau, 1861)
- Género Dentex
  - Dentex angolensis (Poll & Maul, 1953)
  - Dentex barnardi (Cadenat, 1970)
  - Dentex canariensis (Steindachner, 1881)
  - Dentex congoensis (Poll, 1954)
  - Dentex dentex (Linnaeus, 1758)
  - Dentex fourmanoiri (Akazaki & Séret, 1999)
  - Dentex gibbosus (Rafinesque, 1810)
  - Dentex macrophthalmus (Bloch, 1791)
  - Dentex maroccanus (Valenciennes, 1830)
  - Dentex tumifrons (Temminck & Schlegel, 1843)
- Género Diplodus
  - Diplodus annularis (Linnaeus, 1758)
  - Diplodus argenteus argenteus (Valenciennes, 1830)
  - Diplodus argenteus caudimacula (Poey, 1860)
  - Diplodus bellottii (Steindachner, 1882)
  - Diplodus bermudensis (Caldwell, 1965)
  - Diplodus capensis (Smith, 1844)
  - Diplodus cervinus cervinus (Lowe, 1838)
  - Diplodus cervinus hottentotus (Smith, 1844)
  - Diplodus cervinus omanensis (Bauchot & Bianchi, 1984)
  - Diplodus fasciatus (Valenciennes, 1830)
  - Diplodus holbrookii (Bean, 1878)
  - Diplodus noct (Valenciennes, 1830)
  - Diplodus prayensis (Cadenat, 1964)
  - Diplodus puntazzo (Cetti, 1777)
  - Diplodus sargus ascensionis (Valenciennes, 1830)
  - Diplodus sargus cadenati (de la Paz, Bauchot & Daget, 1974)
  - Diplodus sargus helenae (Sauvage, 1879)
  - Diplodus sargus kotschyi (Steindachner, 1876)
  - Diplodus sargus lineatus (Valenciennes, 1830)
  - Diplodus sargus sargus (Linnaeus, 1758)
  - Diplodus vulgaris (Geoffroy Saint-Hilaire, 1817)
- Género Evynnis
  - Evynnis cardinalis (Lacepède, 1802)
  - Evynnis japonica (Tanaka, 1931)
- Género Gymnocrotaphus
  - Gymnocrotaphus curvidens (Günther, 1859)
- Género Lagodon
  - Lagodon rhomboides (Linnaeus, 1766)
- Género Lithognathus
  - Lithognathus aureti (Smith, 1962)
  - Lithognathus lithognathus (Cuvier, 1829)
  - Lithognathus mormyrus (Linnaeus, 1758)
  - Lithognathus olivieri (Penrith & Penrith, 1969)
- Género Oblada
  - Oblada melanura (Linnaeus, 1758)
- Género Pachymetopon
  - Pachymetopon aeneum (Gilchrist & Thompson, 1908)
  - Pachymetopon blochii (Valenciennes, 1830)
  - Pachymetopon grande (Günther, 1859)
- Género Pagellus
  - Pagellus acarne (Risso, 1827)
  - Pagellus affinis (Boulenger, 1888)
  - Pagellus bellottii (Steindachner, 1882)
  - Pagellus bogaraveo (Brünnich, 1768)
  - Pagellus erythrinus (Linnaeus, 1758)
  - Pagellus natalensis (Steindachner, 1903)
- Género Pagrus
  - Pagrus africanus (Akazaki, 1962)
  - Pagrus auriga (Valenciennes, 1843)
  - Pagrus caeruleostictus (Valenciennes, 1830)
  - Pagrus major (Temminck & Schlegel, 1843)
  - Pagrus pagrus (Linnaeus, 1758)
- Género Parargyrops
  - Parargyrops edita (Tanaka, 1916)
- Género Petrus
  - Petrus rupestris (Valenciennes, 1830)
- Género Polyamblyodon
  - Polyamblyodon germanum (Barnard, 1934)
  - Polyamblyodon gibbosum (Pellegrin, 1914)
- Género Polysteganus
  - Polysteganus baissaci (Smith, 1978)
  - Polysteganus coeruleopunctatus (Klunzinger, 1870)
  - Polysteganus praeorbitalis (Günther, 1859)
  - Polysteganus undulosus (Regan, 1908)
- Género Porcostoma
  - Porcostoma dentata (Gilchrist & Thompson, 1908)
- Género Ptreogymnus
  - Pterogymnus laniarius (Valenciennes, 1830)
- Género Rhabdosargus
  - Rhabdosargus globiceps (Valenciennes, 1830)
  - Rhabdosargus haffara (Forsskål, 1775)
  - Rhabdosargus holubi (Steindachner, 1881)
  - Rhabdosargus sarba (Forsskål, 1775)
  - Rhabdosargus thorpei (Smith, 1979)
- Género Sarpa
  - Sarpa salpa (Linnaeus, 1758)
- Género Sparidentex
  - Sparidentex hasta (Valenciennes, 1830)
- Género Sparodon
  - Sparodon durbanensis (Castelnau, 1861)
- Género Sparus
  - Sparus aurata (Linnaeus, 1758)
- Género Spondyliosoma
  - Spondyliosoma cantharus (Linnaeus, 1758)
  - Spondyliosoma emarginatum (Valenciennes, 1830)
- Género Stenotomus
  - Stenotomus caprinus (Jordan & Gilbert, 1882)
  - Stenotomus chrysops (Linnaeus, 1766)
- Género Virididentex
  - Virididentex acromegalus (Osório, 1911)